# Feeling B
Feeling B war eine DDR-Punk-Band, die 1983 in Ost-Berlin unter dem Namen Feeling Berlin von Aljoscha Rompe gemeinsam mit Alexander Kriening und Paul Landers gegründet wurde. Sie zählte in der DDR zu den sogenannten anderen Bands und war die erste Amateurmusikgruppe, die noch unter dem DDR-Regime die Erlaubnis bekam, im staatseigenen Label Amiga eine Punkmusikplatte aufzunehmen. Mehrere Musiker gehören seit der Auflösung Feeling Bs Anfang 1994 der Band Rammstein an.

## Bandgeschichte in der DDR

### Gründungsphase und Bandkultur
Feeling B wurde 1983 unter dem Namen Feeling Berlin gegründet. Da es bereits eine Kapelle mit diesem Namen gab, nannte man sich in Feeling B um. Die Band bestand im Kern aus Paul Landers (Gitarre), „Flake“ Lorenz (Keyboard) – zu diesem Zeitpunkt 18 und 16 Jahre alt – und dem wesentlich älteren Aljoscha Rompe (Gesang). Die ersten eineinhalb Jahre gehörte auch Schlagzeuger und Gründungsmitglied Alexander Kriening zur Band, während Flake Lorenz erst einige Wochen nach Gründung einstieg.
Kriening hatte in den Jahren zuvor bereits mit Rompe in dessen Gruppe Feeling 14 musiziert, die nach eigenen Angaben Wanderklampfen-, Folklore- und internationale Songs spielten. Als die alte Feeling-14-Besetzung sich trennte und Rompe nach Musikern für eine Rockband suchte, stellte Kriening ihm zunächst den Gitarristen Landers vor, den er 1982 bei einem Konzert im Kulturpark Plänterwald kennengelernt hatte. Als der Bassist der Gruppe, Otto „Bass-Otto“ Leimer, ausfiel, nahm Kriening Kontakt zu dem erst 16-jährigen Lorenz auf, den er zwei Jahre zuvor bei einem Schulkonzert getroffen hatte. Lorenz besaß seit Kurzem eine sogenannte Weltmeister-Orgel, bei der die technische Möglichkeit bestand, Basstöne abzutrennen und so einen Bassisten zu ersetzen. Sowohl Landers als auch Lorenz stiegen bei dem Bandprojekt ein. Die Gruppe hatte in Rompes Wohnung an der Fehrbelliner Straße 7 in Berlin-Prenzlauer Berg ihr Probendomizil.
Das erste Konzert vor Publikum fand am 14. Mai 1983 im Bluesclub „Sacken“ in der brandenburgischen Stadt Teltow statt. Die Band – die zu diesem Zeitpunkt noch ohne die in der DDR erforderliche Spielerlaubnis war – begleitete die Bluesrockgruppe Freygang dorthin und spielte dort illegal auf Einladung des Bandgründers André Greiner-Pol in einer Pause zwischen zwei Musikrunden Freygangs. Der zweite Auftritt fand in der Psychiatrischen Klinik Herzberge in Berlin-Lichtenberg statt, bevor die Gruppe schließlich gemeinsam mit den Punkbands Rosa Extra und Wutanfall in der Auferstehungskirche in Berlin-Friedrichshain ihr erstes richtiges – aber immer noch illegales – Konzert gab. Zur erstgenannten Band wechselte Kriening 1984, als er Feeling B verließ. Alle Schlagzeuger und anderen Musiker, die in den Folgejahren bei Feeling B mitspielten, wurden von da an von Rompe, Landers und Lorenz nur als Gäste ohne Mitspracherecht betrachtet.
Zur Band- und Fankultur von Feeling B gehörte ein vergleichsweise sorgloser  Alkoholkonsum. Der Titel Slamersong beschreibt eine der Trinkpraktiken, die Band baute hierzu eine Slamermaschine – ein um die eigene Achse rotierendes Brett, auf dem sich Konzertbesucher und Bandmitglieder festschnallen und drehen ließen, während sie ein Sekt-Tequila-Gemisch tranken. Das Gerät entstand nach Aussage des Feeling-B-Wegbegleiters und Steinbrücken-Festival-Organisators Uwe Hager aus einer Idee von Paul Landers. Insbesondere Rompe war bei vielen Konzerten stark alkoholisiert. Nach Aussagen von Flake Lorenz konnte die Gruppe bis zur Wende nur vier Konzerte beenden, alle weiteren Vorspiele endeten vorzeitig, da Rompe nicht mehr weitersingen konnte. Dennoch galt Rompe als Kopf der Band. Er verwaltete die Finanzen, organisierte Konzerte und die benötigte Technik, wobei für ihn die Reisefreiheit dank eines Schweizer Passes von Vorteil war. Dennoch war Feeling B – wie die meisten Punkbands – oftmals pleite und hantierte zumeist mit einfachsten Mitteln.
Eine wichtige Nebenerwerbsquelle wurde der Verkauf von selbst gebasteltem Modeschmuck, der in der DDR schwer zu bekommen war. Rompe nutzte seine Reisefreiheit, um in West-Berlin versilberten Kupferdraht zu kaufen, den die Mitglieder zu Ohrringen verarbeiteten und für 20 Ost-Mark das Paar verkauften.
Damit und mithilfe eines Schweizer Stipendiums, das Rompe für ein Theaterwissenschaftsstudium in West-Berlin bekam und stattdessen in Ostwährung umtauschte, erwirtschaftete die Band einiges an Geld und konnte sich ein eigenes Fahrzeug leisten. So erwarb Rompe zunächst einen Trabant 500, später ein altes gepanzertes Entstörfahrzeug von Robur, das sich die Band zum Wohnmobil ausbaute. Der „LO“ wurde zu einem Markenzeichen Feeling Bs, obwohl die Musiker mit ihm häufig liegen blieben. In den frühen Neunzigerjahren war dieses Fahrzeug der Ort, an dem der Name für die spätere Band Rammstein entstand, zu der Landers und Lorenz sowie der spätere Feeling-B-Gastdrummer Christoph Schneider heute gehören.
Im weiteren Verlauf gingen die Bandmitglieder den Weg einer Gratwanderung zwischen Punk und staatlich anerkannter Musikgruppe. Sie verstanden sich weniger als Ankläger des Staates, sondern als fröhlich-unabhängige Menschen, die den klassischen Lebensweg eines DDR-Bürgers konsequent ablehnten und ironisierten – ohne klar systemkritisch aufzutreten.

### Einstufung als staatlich anerkannte DDR-Amateurband
Die Band entschied sich nach eigener Aussage ein halbes Jahr nach der Gründung, eine staatliche Einstufung zu absolvieren, um eine anerkannte Amateurmusikgruppe mit Spielerlaubnis zu werden. Dies verstörte die zumeist illegal im Untergrund agierende und vom Staat besonders Ende der Siebziger- und Anfang der Achtzigerjahre verfolgte Punk-Szene, ermöglichte es Feeling B jedoch, Vergütungen für Konzerte zu erhalten.
Stand eine neuerliche Einstufung an – diese musste alle zwei Jahre wiederholt werden – übersetzten sie Landers zufolge heikle Liedtexte ins Englische, sodass die Jury sie nicht oder nur wenig verstand oder spielten diese erst gar nicht. Zudem inszenierten sie für diese Vorspiele aufwendige Showelemente, um das Gremium für sich einzunehmen.
Flake Lorenz zufolge absolvierte Feeling B zwischen 1983 und 1988 insgesamt drei Einstufungen. Die erste fand am 27. Oktober 1983 im Kulturhaus Karlshorst im Bezirk Berlin-Lichtenberg statt, die zweite im Berliner Prater im damals eigenständigen Bezirk Prenzlauer Berg sowie eine dritte im Jugendklub Langhansstraße in Berlin-Weißensee. Zweimal erhielt die Band die mit einem Stundenlohn von damals 7,50 Mark lukrativere Sonderstufe – bei der dritten Einstufung gab es dabei den Zusatz „mit Konzertberechtigung“, was die höchste Stufe bedeutete und der Band ermöglichte, im Gegensatz zu niedriger eingestuften Gruppen die Länge und Art des Konzerts selbst zu bestimmen –, einmal musste sie sich mit einer Oberstufe (6,50 Mark/Std.) zufriedengeben.
Sowohl Landers als auch Lorenz gaben zudem später immer wieder an, dass sie die in der DDR bestehende Arbeitspflicht – eine weitere Grundvoraussetzung für eine Spielerlaubnis – durch echte oder manchmal auch vorgetäuschte Halbtagsjobs erfüllten und sich so drohenden Konsequenzen bis zur Wende entzogen. So war beispielsweise Paul Landers zeitweise halbtags als Heizer in der Treptower Stadtbibliothek tätig. Später schafften Lorenz und Landers es, sich im Nachgang zu den Dreharbeiten der 1988 erschienenen DEFA-Dokumentation flüstern & SCHREIEN – Ein Rockreport – Feeling B gehörte in diesem Film zu den Protagonisten – von einigen Filmverantwortlichen zum Schein anstellen zu lassen. Um die für die Amateur-Spielerlaubnis notwendige Tätigkeit nachweisen zu können, arbeitete Flake offiziell als Sekretär, Paul Landers als Musikredakteur.

### Liveauftritte im In- und Ausland
Die Band spielte in der gesamten DDR, oft in Dorfsälen und vor bunt gemischtem Publikum, aber auch mithilfe von Autobatterien am Strand der Ostseeinseln Rügen und Hiddensee. Letztere wurde im Sommer regelmäßig von der Band besucht.
Die Qualität des Feeling-B-Vorspiels blieb nach eigener Aussage der Mitglieder in den Achtzigerjahren eher dürftig, was der geringen Probenintensität, der häufigen Alkoholeinwirkung und einer eher schwach ausgeprägten Musikalität Rompes – er hatte oft Schwierigkeiten, den Takt zu finden und zu halten – geschuldet sein dürfte. Dieses Manko versuchte die Gruppe durch unterhaltsame Effekte und Showteile auszugleichen. So experimentierten Rompe, Landers und Lorenz mit langen Intros und Stroboskoplicht, spannten farbig besprühte transparente Planen vor die Bühne und traten bei einem Konzert in einem Freibad im sächsischen Freiberg unbekleidet auf.
1986 gelang es der Band, sich trotz der angespannten politischen Verhältnisse durch die Solidarność-Revolution über Kontakte zu einem Berliner Angehörigen der FDJ-Kulturabteilung einen Dienstreiseauftrag zu erschleichen, um nach Polen reisen zu dürfen. Dort besuchten sie das Jarocin-Festival und waren von der Größe der Veranstaltung so beeindruckt, dass sie beschlossen, hier spielen zu wollen. Ein Jahr später gab Feeling B dort – nicht auf der Bühne, aber auf der Festivalwiese – ein Konzert.
Ab 1987 trat die Band bis zu ihrer Trennung 1994 zudem jedes Jahr beim privat organisierten Steinbrücken-Festival auf, bei dem zahlreiche alternative DDR-Blues-, Rock- und Punkbands wie Freygang oder Die Firma, aber auch westdeutsche Gruppen wie Abwärts oder Normahl vor mehreren Tausend Besuchern spielten.
Im Juli 1988 trat Feeling B gemeinsam mit der britischen Indie-Rock-Gruppe The Wedding Present auf. Letztere wirkten auf Einladung der Berliner FDJ und des DDR-Radiosenders DT 64 bei einem DDR-Musikfestival in der Werner-Seelenbinder-Halle in Ost-Berlin mit. Zum weiteren Line-up zählten der amerikanische Punk-Singer-Songwriter Jonathan Richman, die polnische Punkband Voo Voo sowie die DDR-Gruppe Der Expander des Fortschritts. Am Vorabend des Konzerts lieferten sich Musiker von Wedding Present und Feeling B im Jugendtreff Tierpark-Club in Berlin-Lichtenberg ein Gitarrenduell, das von Zeitzeugen als „legendär“ beschrieben wird.

### Mitwirkung im DEFA-Film flüstern & SCHREIEN
Die Band gehörte zu den Protagonisten im 1988 erschienenen DEFA-Film flüstern & SCHREIEN – Ein Rockreport. Dass die Gruppe überhaupt Teil dieser DDR-Filmproduktion wurde, war unter anderem dem Ende der 1980er Jahre einsetzenden Haltungswandel der Obrigkeit gegenüber der alternativen Musikszene zu verdanken. Zu dieser Zeit hatte sich die DDR zunehmend ihrer Untergrundkultur geöffnet, weil sich mit dem Erblassen der Puhdys und Karat die Frage nach dem Nachwuchs in der Rockmusiklandschaft stellte. Dabei waren Die anderen Bands zunehmend in den Fokus gerückt.
Ursprünglich war die Band nicht für flüstern & SCHREIEN vorgesehen gewesen. Das DEFA-Filmteam hatte im Zuge einer jährlich stattfindenden Schweriner Badewannenregatta und einer dazugehörigen Rocknacht Auftritte der Gruppe Chicorée sowie einer lokalen Band namens Glocke und Pohl aufnehmen wollen. Doch die Rocknacht wurde kurzfristig verboten und abgesagt. Da Feeling B dort schon mittags während der Regatta hätte spielen sollen, waren die Musiker bereits vor Ort und kamen in Kontakt mit der Filmcrew. Diese entschloss sich daraufhin, mit Feeling B zu drehen und diese als musikalischen und sozialen Gegenentwurf zur etablierten Rockband Silly einzuführen, die ebenfalls filmisch begleitet werden sollte. Nach Aussagen von Dramaturg Jochen Wisotzki, Teil des damaligen Drehteams, hat das zufällige Zusammentreffen mit der Band am Ende Gesicht und Charakter des Films stark beeinflusst.

### Erste Veröffentlichungen und erstes offizielles DDR-Punk-Album
Feeling B veröffentlichte im Zuge der veränderten Haltung des Staats gegenüber alternativen Musikgruppen einige Titel auf Samplern des monopolistischen DDR-Labels Amiga. Hierzu zählten das Kleeblatt Nr. 23 Die anderen Bands (1988) und Parocktikum (1989).
Ab dem Frühsommer 1989 durfte Feeling B bei Amiga eine eigene LP einspielen. Hea Hoa Hoa Hea Hea Hoa war das erste offiziell veröffentlichte Punk-Album einer DDR-Band in der DDR – denn vorherige LP-Veröffentlichungen von DDR-Punk-Bands wie das 1983er Album DDR von unten mit Schleim-Keim und Zwitschermaschine und der 1985er Sampler Live in Paradise mit Ornament & Verbrechen wurden in der Bundesrepublik Deutschland und West-Berlin verlegt und waren dementsprechend nur dort im offiziellen Handel erhältlich.

Feeling B erhielt nach Aussage des damaligen verantwortlichen Amiga-Redakteurs Wolf-Dietrich Fruck im Amiga-Studio Produktionsbedingungen – überliefert sind 24 Studiotage mit insgesamt 128 Stunden – wie sie zuvor komplett unüblich gewesen waren: 

„Bis dato waren stets nur 4-Stunden-Sessions im Studio möglich, also drei verschiedene Produktionen am Tag. Da kamen erst eine Rockband, dann ein Schlagersänger und abends noch ein Liedermacher. Da mir klar war, dass mit dieser Produktionsweise mit Feeling B nichts in die Reihe zu bekommen war (…), redete ich mir den Mund fusslig und überzeugte die Vorgesetzten meiner Firma, der Band das Studio total zur Verfügung zu stellen. Dies brachte im Nachhinein übrigens mächtigen Ärger, denn ein Artikel im Jugendmagazin Neues Leben mokierte sich heftig über diese Kapazitätsverschwendung, kamen doch die ‚braven‘ Bands nicht zu solchen Privilegien.“

Das Album erschien Fruck zufolge gegen einige interne Widerstände erst im Januar 1990. Besonders eine verpunkte Version des russischen Komsomolzenliedes Sabota (Lied von der unruhevollen Jugend) aus der Feder des Dichters Lew Iwanowitsch Oschanin empörte Mitglieder der sogenannten Abhörkommission, die dies als Beleidigung für die Sowjetunion empfanden.
Hea Hoa Hoa Hoa Hea Hoa Hea kam mit einer Erstauflage von 16.000 Stück in den Handel. Die Band erhielt ein Honorar von etwas mehr als 30.000 Mark, hatte damit jedoch auch die Vermarktungsrechte an ihren Songs an das staatliche Unternehmen abgetreten. Rompe kaufte diese nach der Wende von Amiga zurück.

### Rolle der Staatssicherheit
Zeitweilig wurden alle drei Bandmitglieder von der Stasi observiert. Rompe wurde mehrfach als IM angeworben, lehnte eine Zusammenarbeit jedoch wiederholt ab. Gegen Landers wurde 1987 ein sogenannter IMS-Vorlauf eröffnet, eine Art Vorstufe zum Anwerbeversuch, die aber aufgrund seiner mangelnden Kooperationsbereitschaft vom MfS zwei Jahre später archiviert wurde. Das Ministerium verdächtigte Lorenz, seine Tätigkeit bei Feeling B auszunutzen, um „sozialismusferne“ nicht lizenzierte Musikgruppen zu fördern und zu legalisieren und nahm ihn darum 1985 im Zuge einer sogenannten Operativen Personenkontrolle (OPK) ins Visier. Die OPK wurde ein Jahr später als unbegründet beendet.
Wie es möglich war, dass die Mitglieder von Feeling B – aufgrund ihrer Nähe zum Punkdasein der asozialen Lebensweise verdächtigt – weitgehend ungestört im DDR-Staat ihr Leben leben konnten, ist nicht eindeutig geklärt. Sie vermieden es einerseits, klar systemkritisch aufzutreten, andererseits könnte Rompes Stiefvater – ein SED-Funktionär – eine schützende Hand über die Gruppe gehalten haben. Belege dafür gibt es allerdings nicht. Im Mai 2018 gab Flake in einem Interview an, dass auch Musiker von Feeling B laut seiner Stasi-Akte als IM der Stasi aktiv gewesen seien. Einzelheiten nannte er nicht.

## Bandgeschichte: Politische Wende 1989/90 und Neuorientierung

### Erste Auftritte in Westdeutschland
Durch die politischen Veränderungen im eigenen Land war es der Band gelungen, für den 26. Mai 1989 ein West-Tagesvisum zu erhalten, sodass sie an diesem Abend gemeinsam mit den Ost-Berliner Gruppen die anderen und Tina Has Never Had A Teddybear im Ecstasy Club in Berlin-Schöneberg ein Konzert gaben. Für den Gig hatte Feeling B Udo Lindenbergs Sonderzug nach Pankow umgetextet und spielte diese Version auch. Obwohl ein offizieller Begleiter des DDR-Kulturministeriums den Musikern nach dem Auftritt suggerierte, sie nicht am Bleiben im Westteil der Stadt zu hindern, kehrten sie nach Ost-Berlin zurück.
Ein dauerhaftes Dienstvisum im Pass ermöglichte den Feeling-B-Mitgliedern von da an, die Diplomatenübergänge an der innerdeutschen Grenze zu benutzen und frei zwischen Ost- und West-Berlin zu pendeln, was die Musiker aber nach eigenen Angaben vor allem nutzten, um nachts noch Alkohol einkaufen zu gehen, sobald die Kneipen im Ostteil geschlossen waren.
Im Sommer 1989 unternahm die Band eine Tournee in West-Deutschland, die sie unter anderem nach Braunschweig und Reutlingen führte. Sie erhielt hierfür von staatlicher Seite einen Lada nebst Anhänger und Fahrer als Tourfahrzeug.
Am Abend des 9. Novembers 1989 trat Feeling B gemeinsam mit die anderen im Pike auf, einem Hinterhofclub an der Glogauer Straße im West-Berliner Stadtteil Kreuzberg. Vom Fall der Mauer erfuhren sie erst, als im Club zum Ende des Konzerts Bekannte aus dem Ostteil der Stadt auftauchten, die bis dato keine Reisefreiheit genossen hatten.
Die Wende ab Oktober 1989 war von den Bandmitgliedern mit gemischten Gefühlen aufgenommen worden. Insbesondere Flake empfand das Leben als Punk in der DDR als durchaus schön und die politischen Veränderungen 1989 eher verstörend. Feeling B sah sich als „gesundes“ Gegenstück zum verknöcherten DDR-Staat und stellten sich der Wiedervereinigung anfangs sogar entgegen. Mit der DDR verschwand eine der Grundlagen des Handelns und Musizierens der bisherigen Band. Das Bedürfnis, einen neuen Gegensatz zur Gesellschaft aufzubauen, floss später in den Charakter von Rammstein mit ein.

### Tourneen im westlichen Ausland
Vom 18. bis 25. Januar 1990 nahm Feeling B als Teil einer 200-köpfigen ostdeutschen Künstlergruppe an einem vom DDR-Kunstwissenschaftler Christoph Tannert und dem französischen Kulturminister Jack Lang organisierten kulturellen Austausch in Paris teil. Sie traten im Zuge des Austauschs vor nur einem Dutzend Zuhörern in der Grande Halle de la Villette auf und folgten als Teil der Gruppe einer Essenseinladung der Gattin des damaligen Präsidenten François Mitterrand, Danielle Mitterrand, in den Élysée-Palast. Zwei der drei Bandmitglieder blieben gemeinsam mit den Ost-Bands Die Firma und Tom Terror & das Beil insgesamt drei Wochen in der Stadt, um weitere Chancen zum Auftritt zu nutzen. Die Musiker wohnten in dieser Zeit in abbruchreifen Häusern, Club- und Proberäumen. Im weiteren Jahresverlauf reiste Feeling B gemeinsam mit Bands wie Die Art nach Zürich und trat dort im alternativen Kulturzentrum Rote Fabrik auf.
1993 wollte Feeling B die Reisefreiheit nutzen, um ihren internationalen Bekanntheitsgrad zu steigern. Rompe, Landers, Lorenz und ihr Gastdrummer Christoph Schneider – diesen hatte Landers in der gemeinsamen Band Die Firma kennengelernt und hatte ihn 1990 zu Feeling B geholt – waren im Februar und März des Jahres gemeinsam mit dem Feeling-B-Tontechniker Andreas Vadda Vater (heute Teil der Rammstein-Sound-Tourcrew) im Südosten der USA unterwegs, wo sie auf Tournee gehen wollten. Sie gaben unter anderem während der Karnevalszeit in New Orleans einige Konzerte, die beim Publikum aber nur wenig Begeisterung auslösten. Schneider berichtete allerdings mehr als 20 Jahre später im Zuge der Dokumentation Rammstein in Amerika, dass die Ernsthaftigkeit amerikanischer Musiker sie bei dieser Tournee beeindruckt und auch in ihrem späteren Tun beeinflusst habe.

### Albumproduktionen nach der Wiedervereinigung
Feeling B veröffentlichte nach der Wende noch zwei weitere Alben. Hierfür gründeten sie ihr eigenes Label P-Musik. 1991 erschien mit Wir kriegen euch alle ihr zweites Album, auf dem sie in den Songs Ich such die DDR und Revolution 89 den Mauerfall und die Wiedervereinigung thematisierten. Sie gestalteten auch die Cover selbst. Die Zeichnungen, die im Booklet von Wir kriegen euch alle zu finden sind, stammen von Flakes Bruder Peter, der heute unter dem Namen Auge Lorenz als Comiczeichner arbeitet.
Auf ihrem dritten Album Die Maske des roten Todes mischten Feeling B im Jahr 1993 mittelalterliche Instrumente und Melodien mit Punk-Rock-Elementen, nachdem sie schon einige Zeit auf Mittelalter-Märkten und ähnlichen Veranstaltungen mit teilweise skurrilen Bühnenshows präsent waren. Das Album selbst gilt heute als einer der frühen Vertreter der Mittelalter-Rock-Szene. Flankierend inszenierte die Band eine Mittelaltershow mit Kostümen und theatralischen Elementen und ging damit auf Tournee. Teil der Show war unter anderem ein Feuerspucker, der verschiedene Pyro-Einlagen vorführte. Am 25. September 1993 trat Feeling B mit der Show in der damals von Frank Castorf geleiteten Volksbühne Berlin auf. Frank Keding, musikalischer Leiter der Berliner Gruppe Bolschewistische Kurkapelle schwarz-rot, die damals bei dem Auftritt mitwirkte, sagte später in einem Interviewbuch über Feeling B zu dem Auftritt:

„Paul und Flake schwebten mit einem martialischen Opening auf die Bühne, eindrucksvoll unterstützt durch Ventilatoren, Nebel und Licht. Damals deutete sich schon an, was in späteren Rammstein-Shows zur Vollendung geführt wurde.“

Mit dem auf dem zweiten Feeling-B-Album enthaltenen Slamersong trat die Gruppe bei der von Ines Krüger moderierten TV-Jugendsendung Elf 99 des MDR auf und führte vor laufenden Kameras ihre Slamermaschine vor, an die sich Sänger Rompe anschnallen ließ. Teile der mittelalterlich anmutenden Bühnendekoration, zu der unter anderem brennende Fackeln und ausgestopfte Wölfe gehörten, lieh sich die Band erneut von der Volksbühne.

### Bandkrise, Auflösung und Nachwirkungen
Landers, Lorenz und Schneider hatten im Verlauf des Jahres 1993 bereits ein viertes Feeling-B-Album vorbereitet. Dabei setzten sie erstmals Computertechnik ein, es sollte ein neuer maschinell-poppiger Sound entstehen. Etliche Songs waren Schneider zufolge bereits fertiggestellt. Als sie Sänger Rompe – der sich während der Produktion im Urlaub befunden hatte – das Werk im November 1993 zum Einsingen vorlegten, lehnte dieser die neuen Songs ab. Er fand, wie er Jahre später in einem Radiointerview sagte, „keinen Faden dazu“, es sei zu merken gewesen, dass Landers – ihn nannte Rompe in diesem Interview explizit – in eine andere musikalische Richtung gehen wolle. Das Album wurde nicht mehr veröffentlicht.
Dass der Feeling-B-Gitarrist bei der musikalischen Ausrichtung der Band offenbar eine führende Rolle innehatte, berichten mehrere Weggefährten und Zeitzeugen, darunter der damalige Amiga-Redakteur Wolf-Dietrich Fruck, der bei der 2010er Neuauflage des ersten Feeling-B-Albums Hea Hoa Hoa Hea Hea Hoa im CD-Booklet ein ausführliches Vorwort hinterließ:

„Schon 1987 (Anm.: Aufnahmejahr Kleeblatt-Sampler) hatte sich herausgestellt, dass Paul Landers der eindeutige musikalische Kopf von Feeling B war. Beim Album kann er sich mit Fug und Recht als Produzent bezeichnen, wobei der Tonmeister Gerd Puchelt sicher ein etwas unbequemer, aber letztlich sehr hilfreicher Partner für ihn war.  (…) Übrigens, mein Lieblingssong auf der LP war immer ‚Tschaka‘, für mich eigentlich heute die erste Rammstein-Nummer. Aber das ist ja dann ein ganz anderes Kapitel …“

Auch bei den Aufnahmen zum 1991er Album Wir kriegen euch alle, das im Berliner Vielklang-Studio aufgenommen wurde, sowie für das 1993er Werk Die Maske des roten Todes übernahm Landers nach Aussagen anderer beteiligter Musiker die Arbeit des Produzenten am Mischpult.
Nach einem Konzert an Weihnachten 1993 in der Berliner Kulturbrauerei kündigte Landers nach eigenen Angaben seinen Ausstieg bei Feeling B an. Er und Lorenz schlossen sich – zeitlich versetzt – dem gerade entstehenden Bandprojekt Rammstein an, zu dem Schlagzeuger Schneider bereits zuvor gewechselt war. Während Landers bereits im Februar 1994 bei einer mehrtägigen professionellen Studioproduktion des neuen Projekts mitarbeitete – die zuvor noch vierköpfige Formation hatte sich mit vier ersten Demosongs beim Metrobeat Musikpoll beworben, durfte als eine von 14 Berliner Nachwuchsbands dort auftreten und erhielt parallel vom Berliner Senat die Studiotage als Förderleistung finanziert –, stieg Lorenz erst später offiziell ein. Wie Landers sagte, lehnte Flake die Musik der neuen Band ab, kam dennoch immer mal wieder zu Proben, wollte sich nicht festlegen. Er wurde von den restlichen fünf Mitgliedern überredet, da sie in ihm nicht nur einen guten Keyboarder, sondern auch einen wichtigen menschlichen Widerpart sahen.
Ein offizielles Feeling-B-Abschiedskonzert fand im darauffolgenden Jahr am 1. Mai 1994 beim Steinbrücken Festival statt, wo Landers, Schneider und Lorenz außerdem mit ihrer neuen Band Rammstein auftraten.
Rompe war danach zunächst im Bandprojekt Aljoscha und der Santa Clan aktiv, suchte sich dann jedoch zwei neue Musiker und führte so die Bandgeschichte unter dem Namen Feeling B Neu fort, ohne jedoch an die alten Erfolge anknüpfen zu können. Er starb am 23. November 2000 in Berlin in seinem Wohnmobil an einem Asthmaanfall. Anlässlich eines Gedenkkonzerts für ihn traten Flake, Schneider und Landers am 19. Dezember 2000 unter dem Namen Die Magdalene Keibel Combo – ein altes Nebenprojekt von Flake und Landers – in der Kulturbrauerei Berlin auf. Sie spielten vier Lieder aus dem Feeling-B- und dem Keibel-Combo-Repertoire: Artig, Tschaka, John und Kim Wilde.
Über die Ursprungsband Feeling B und ihr Wirken in der DDR sagte der frühere Paid- und Corvus-Corax-Musiker und Wegbegleiter Jagbird Anfang der 2000er Jahre in einem Interviewbuch rückblickend:

„Feeling B wurde von einigen Profimusikern belächelt. Aber ich glaube, im Osten hatte jeder Musiker kapiert, dass Feeling B eine äußerst explosive Band war. Feeling B kam an und hat die Leute sofort hochgerissen und keiner hat gewusst, wie die das machen. Paul und Flake spielten später als Gastmusiker in vielen interessanten Projekten mit und Paul hat eigentlich die ganze Untergrund-Nachwuchsliga beraten und beeinflusst.“

### Feeling-B-Album Grün & Blau
Am 16. November 2007 erschien auf Wunsch von Christian Flake Lorenz bei Motor Music unter dem Namen Grün & Blau eine Art Best-of-Album von Feeling B. Lorenz hatte in seinem Keller alte 24-Spur-Bänder der DDR-Marke ORWO mit Feeling-B-Aufnahmen gefunden. Da er von einem Freund gehört hatte, dass sich bei Bändern dieses Fabrikats nach 20 Jahren die Magnetschicht ablösen könnte, ließ er sie bei 60 Grad Celsius für drei Tage "aufbacken" – mit diesem Verfahren sollte die Haltbarkeit für eine Abspielung erhöht werden – und danach digitalisieren.
Auf dem Album, das nach einem von Landers und Lorenz bereits 1983 eingespielten, aber nie veröffentlichten Song benannt ist, befinden sich 13 Stücke, darunter bekannte Feeling-B-Lieder wie Alles ist so unheimlich dufte, Keine Zeit, Du wirst den Gipfel nie erreichen oder Space Race in teilweise überarbeiteter Fassung. Angereichert wurde diese CD aber auch mit bisher unveröffentlichten Songs von dem seinerzeit nicht mehr realisierten vierten Feeling-B-Album, wie beispielsweise Wieder keine Zeit, Hässlich oder Herzschrittmacher. Die dort von Landers gespielten Gitarrenriffs erinnern bereits an den Musikstil der Band Rammstein, der Lorenz, Landers und Schneider bis heute angehören. Flankiert wird das Album von einem 160-seitigen Buch mit Privatfotos, Texten und Fundstücken aus der Bandgeschichte.

## Stil
Feeling B waren in erster Linie eine Live-Band. Die Musik ihrer Zeit in der DDR lässt sich dem Fun-Punk zuordnen, wobei auch mit alternativen Klängen und dadaistischen Strukturen experimentiert wurde, wie sie in der Gruppe der sogenannten anderen Bands häufig anzutreffen waren. Anfang der 1990er gestaltete Feeling B die sich entwickelnde Szene des Mittelalter-Rocks mit, was sich in Ansätzen bereits im 1991er Album Wir kriegen euch alle bemerkbar macht. Eindeutig dem Mittelalter-Rock ist das darauffolgende Album Die Maske des roten Todes zuzuordnen. Merkmale der Musik von Feeling B in der Ursprungsbesetzung (bis 1993) sind der anarchisch-wilde Gesang Rompes sowie vergleichsweise aggressive E-Gitarrensounds, kombiniert mit skurrilen oder simplen Keyboard-Klängen. Die letzten beiden Elemente finden sich im Stil der Neue-Deutsche-Härte-Band Rammstein deutlich wieder – drei frühere Feeling-B-Mitglieder spielen seit der Bandgründung im Jahr 1994 dort. In der öffentlichen Berichterstattung wird Feeling B darum auch des Öfteren als "Keimzelle von Rammstein" bezeichnet.
Das durch Rompe weitergeführte Projekt Feeling B nach 1993 ging stilistisch in eine andere, elektronische Richtung.
Kommerziell erfolgreich war Feeling B nach eigenen Angaben erst nach der Wende, als die Gruppe begann, ihre Musik über ihr eigenes Label Pirat Music Production – kurz P-Music – zu produzieren. Professionell arbeitete Feeling B zu keinem Zeitpunkt. Zu den in der deutschen Punkszene bekannten Titeln zählt der Song Artig.

## Sonstiges
Im Jahr 2002 veröffentlichte die 1994 gegründete A-cappella-Formation Rostkehlchen aus Berlin-Prenzlauer Berg unter dem Namen Rostkehlchen singen Feeling B a cappella eine CD mit elf Songs der Fun-Punk-Gruppe, darunter frühe Stücke wie Artig und Hopla He sowie Unter dem Pflaster, aber auch Lieder der späteren Formation Feeling B neu. Die Lieder sind im Stil der Zwanzigerjahre gesungen. Mit dem in Rot, Weiß und Schwarz gestalteten Cover lehnten die Sänger sich an die Optik des ersten Feeling-B-Albums Hea Hoa Hoa Hea Hea Hoa an, das seinerzeit im Stil des grünweißen Notausgang-Piktogramms gehalten war. Zu dem Quintett, das nach eigenen Angaben in den Neunzigerjahren – Medienberichten zufolge im Jahr 1998 – mit Feeling B-Sänger Aljoscha Rompe gemeinsam für Aufnahmen in einem Tonstudio gestanden hat, gehörte der heutige Linken-Politiker, Bürgermeister und Kultur- und Europasenator von Berlin, Klaus Lederer.
Seit Anfang der 2000er Jahre tritt zudem eine Dresdener Coverband mit dem Namen Feeling D mit Feeling-B-Liedern auf, allerdings nach eigenen Angaben nur mit Stücken der "frühen und mittleren Schaffensperiode" der Band.
Der Autor Lutz Seiler schildert in seinem 2014 erschienenen Roman Kruso einen der real stattgefundenen Auftritte der Band am Strand der Insel Hiddensee inklusive einer Variante der Slamer-Trinkpraktik, ohne jedoch den Namen Feeling B zu verwenden.

## Diskografie
Alben
- 1989: Hea Hoa Hoa Hea Hea Hoa (Amiga)
- 1991: Wir kriegen euch alle (P-Musik)
- 1993: Die Maske des roten Todes (Pirat Music Production)
- 2007: Grün und Blau (Motor Music)